# Virtuální screening

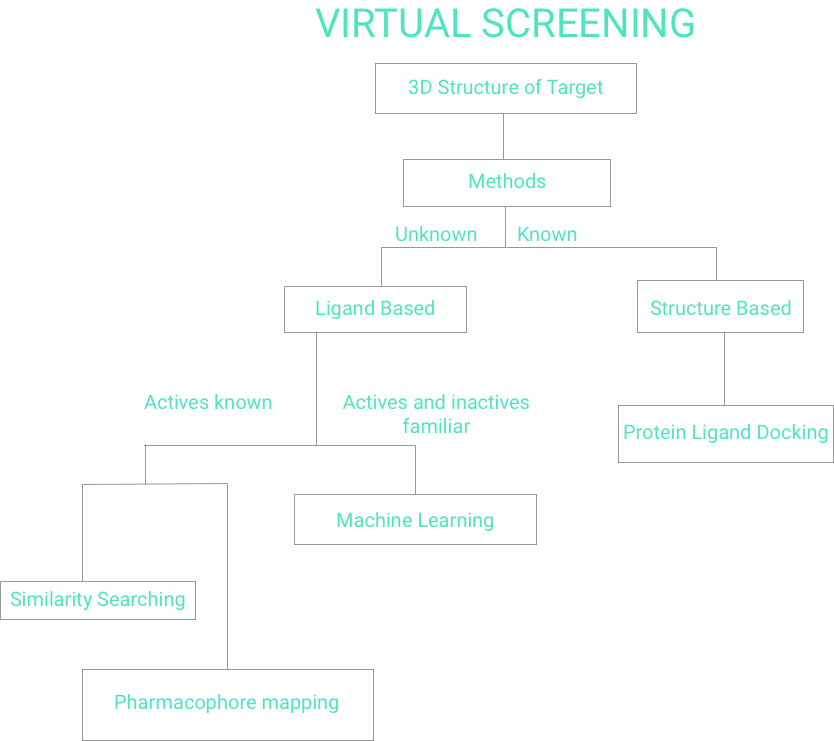
schéma virtuálního screeningu

Virtuální screening (VS) je in silico analogií biologické High Throughput Screeningu (HTS). Pomocí výpočetní techniky tedy testujeme tisíce látek. Virtuální screening je vhodný pro rychlý předvýběr látek pro jejich další testování a optimalizaci. Používá se taktéž k usměrnění syntézy léčiva správným směrem. Výsledkem virtuálního screeningu je číselné hodnocení každého kandidáta, na základě čehož jsou jednotlivé látky vyřazovány z dalšího procesu návrhu léčiva.

## Metody virtuálního screeningu
Existují dvě základní kategorie screeningových technik. První je metoda založená na základě ligandu (ligand-based), druhá na základě struktury cíle (structure-based). Třetí skupinou metod jsou metody pohybující se někde mezi těmito dvěma skupinami, nazýváme je hybdridní.

### Metoda ligand-based
Na základě strukturně rozmanitých ligandů vážících se na receptor lze vytvářet model daného receptoru – tzv. farmakoforový model. Kandidátní molekula poté může výt porovnána s farmakoforovým modelem. Pakliže je s ním kompatibilní, pravdědobně se bude vázat do aktivního místa cíla i ve in vitro a in vivo testech.
Dalším přístupem virtuálního screeningu na bázi ligandu je metoda analýzy na základě 2D chemické podobnosti. Dochází k proskenování 2D podobných molekul proti jedné nebo více strukturám aktivního ligandu.
Třetím, velmi populárním přístupem virtuálního screeningu na bázi ligandu je provádění screeningu molekul s podobným tvarem známých aktivních látek. Tvarově podobné molekuly se totiž velmi často vážou na cíl léčiva obdobně.

### Metoda structure-based
Virtuální screening založený na struktuře cíle léčiva zahrnuje dokování kandidátních ligandů do proteinového cíle. Výsledkem je získání skórovací funkce pro odhad pravděpodobnosti, že se ligand bude na protein vázat (dle číselných výsledků lze porovnávat i afinitu vazby).

### Hybridní metody
Hybridní metody berou v potaz jak strukturní vlastnosti cíle léčiva, tak ligandu. Tato metoda využívá informace o vazbě ligandu na cíl k predikci nových potenciálních léčiv. Jedná se o globální přístup, protože při této metodě uvažujeme oba účastníky komplexu cíl – léčivo, který pro žádaný efekt musí vzniknout. Předpovědi této metody byly experimentálně ověřeny a vykazují velmi dobré výsledky, především při screeningu malých molekul.